# Mas Reig
Pour les articles homonymes, voir Reig.
Le Mas Reig est un hameau de la commune française de Banyuls-sur-Mer, dans les Pyrénées-Orientales.
Il y a dans le mas la maison de passage des rois de Majorque, la cave souterraine, consacré au Banyuls. Symbole et haut-lieu des Templiers, il accueille chaque année l'Assemblée des Templiers. Le Mas Reig est ancienne commanderie de Moines Templiers au sein de laquelle sont élevés les plus vieux Millésimes de Banyuls, avec certains remontant en 1936.
Le Mas Reig est un lieu touristique de Banyuls-sur-Mer qui comprend :
- le Jardin méditerranéen du Mas de la Serre ;
- la Cave souterraine du cellier des templiers ;
- les oliveraies de la Baillaury.
- La Confrérie Als Templeres de la Serra.
- La Commanderie Templière du Mas de la Serra : Ordre équestre  de Saint-Bernard :
  - 1er Commandeur : Christian Reig ;
  - 2e Commandeur : Jean-Michel Parce.